# Olympische Sommerspiele 2000/Kanu – Zweier-Kajak 500 m (Männer)
Die Wettkämpfe im Zweier-Kajak über 500 Meter bei den Olympischen Sommerspielen 2000 wurden vom 27. September bis zum 1. Oktober 2000 auf der Strecke im Sydney International Regatta Centre ausgetragen.

## Ergebnisse

### Vorläufe
Bei den drei Vorläufen am 27. September erreichte jeweils das erste Boot des jeweiligen Laufes das Finale. Die restlichen Boote zogen ins Halbfinale ein.

#### Vorlauf 1
| Rang | Athleten                         | Nation             | Zeit         |
| ---- | -------------------------------- | ------------------ | ------------ |
| 1    | Ronald Rauhe Tim Wieskötter      | Deutschland        | 1:30,502 min |
| 2    | Marek Twardowski Adam Wysocki    | Polen              | 1:32,350 min |
| 3    | Paul Darby-Dowman Ross Sabberton | Großbritannien     | 1:32,782 min |
| 4    | Peter Newton Angel Pérez         | Vereinigte Staaten | 1:33,646 min |
| 5    | Rami Zur Roei Yellin             | Israel             | 1:34,774 min |
| 6    | Roman Sarubin Alexander Iwanik   | Russland           | 1:35,212 min |
| 7    | Sebastián Cuattrin Carlos Campos | Brasilien          | 1:35,662 min |

#### Vorlauf 2
| Rang | Athleten                               | Nation     | Zeit         |
| ---- | -------------------------------------- | ---------- | ------------ |
| 1    | Zoltán Kammerer Botond Storcz          | Ungarn     | 1:30,502 min |
| 2    | Juraj Bača Michal Riszdorfer           | Slowakei   | 1:32,026 min |
| 3    | Babak Amir-Tahmasseb Philippe Aubertin | Frankreich | 1:32,902 min |
| 4    | Vasile Curuzan Romică Șerban           | Rumänien   | 1:33,184 min |
| 5    | Radek Záruba Pavel Holubář             | Tschechien | 1:33,490 min |
| 6    | Petar Sibinkić Milko Kasanow           | Bulgarien  | 1:33,682 min |

#### Vorlauf 3
| Rang | Athleten                               | Nation     | Zeit         |
| ---- | -------------------------------------- | ---------- | ------------ |
| 1    | Henrik Nilsson Markus Oscarsson        | Schweden   | 1:30,051 min |
| 2    | Andrew Trim Daniel Collins             | Australien | 1:30,393 min |
| 3    | Antonio Rossi Beniamino Bonomi         | Italien    | 1:32,902 min |
| 4    | Paw Madsen Jesper Staal                | Dänemark   | 1:32,617 min |
| 5    | Egidijus Balčiūnas Alvydas Duonėla     | Litauen    | 1:32,931 min |
| 6    | Eirik Verås Larsen Nils Olav Fjeldheim | Norwegen   | 1:35,619 min |

### Halbfinale
Die  drei schnellsten Boote der Halbfinals erreichten den Endlauf.

#### Halbfinale 1
| Rang | Athleten                               | Nation         | Zeit         |
| ---- | -------------------------------------- | -------------- | ------------ |
| 1    | Andrew Trim Daniel Collins             | Australien     | 1:31,475 min |
| 2    | Petar Sibinkić Milko Kasanow           | Bulgarien      | 1:31,919 min |
| 3    | Babak Amir-Tahmasseb Philippe Aubertin | Frankreich     | 1:32,597 min |
| 4    | Paw Madsen Jesper Staal                | Dänemark       | 1:32,867 min |
| 5    | Roman Sarubin Alexander Iwanik         | Russland       | 1:32,963 min |
| 6    | Vasile Curuzan Romică Șerban           | Rumänien       | 1:32,975 min |
| 7    | Paul Darby-Dowman Ross Sabberton       | Großbritannien | 1:33,173 min |
| 8    | Rami Zur Roei Yellin                   | Israel         | 1:34,241 min |

#### Halbfinale 2
| Rang | Athleten                               | Nation             | Zeit         |
| ---- | -------------------------------------- | ------------------ | ------------ |
| 1    | Antonio Rossi Beniamino Bonomi         | Italien            | 1:29,886 min |
| 2    | Marek Twardowski Adam Wysocki          | Polen              | 1:30,026 min |
| 3    | Peter Newton Angel Pérez               | Vereinigte Staaten | 1:31,082 min |
| 4    | Juraj Bača Michal Riszdorfer           | Slowakei           | 1:31,484 min |
| 5    | Egidijus Balčiūnas Alvydas Duonėla     | Litauen            | 1:32,084 min |
| 6    | Radek Záruba Pavel Holubář             | Tschechien         | 1:33,056 min |
| 7    | Eirik Verås Larsen Nils Olav Fjeldheim | Norwegen           | 1:34,712 min |
| 8    | Sebastián Cuattrin Carlos Campos       | Brasilien          | 1:34,868 min |

### Finale
| Rang | Athleten                               | Nation             | Zeit         |
| ---- | -------------------------------------- | ------------------ | ------------ |
| 1    | Zoltán Kammerer Botond Storcz          | Ungarn             | 1:47,055 min |
| 2    | Andrew Trim Daniel Collins             | Australien         | 1:47,895 min |
| 3    | Ronald Rauhe Tim Wieskötter            | Deutschland        | 1:48,771 min |
| 4    | Babak Amir-Tahmasseb Philippe Aubertin | Frankreich         | 1:48,921 min |
| 5    | Marek Twardowski Adam Wysocki          | Polen              | 1:48,963 min |
| 6    | Peter Newton Angel Pérez               | Vereinigte Staaten | 1:52,617 min |
| 7    | Antonio Rossi Beniamino Bonomi         | Italien            | 1:52,635 min |
| 8    | Petar Sibinkić Milko Kasanow           | Bulgarien          | 1:52,725 min |
| 9    | Henrik Nilsson Markus Oscarsson        | Schweden           | 1:56,301 min |

Das Finale musste wegen starken Windes um fünf Stunden verlegt werden. Dies erklärt auch die im Vergleich zu Vorläufen und Halbfinals deutlich langsameren Rennzeiten.